# Blodbad
Blodbad kallas i Sverige större historiska avrättningar av ett flertal personer. Ordet blodbad används ibland synonymt med termen massaker, men används inte när en stor mängd soldater dödats i krig.

## Kända svenska blodbad
- Kalmar blodbad (1505) (Okänt antal avrättningar)
- Kalmar blodbad (1599) (22 avrättade)
- Linköpings blodbad (5 avrättade)
- Ronneby blodbad (Okänt antal avrättningar)
- Stockholms blodbad (Minst 80 avrättade)
- Viborgs blodbad (Okänt antal avrättningar)
- Åbo blodbad (14 avrättade)